# Bobří maso

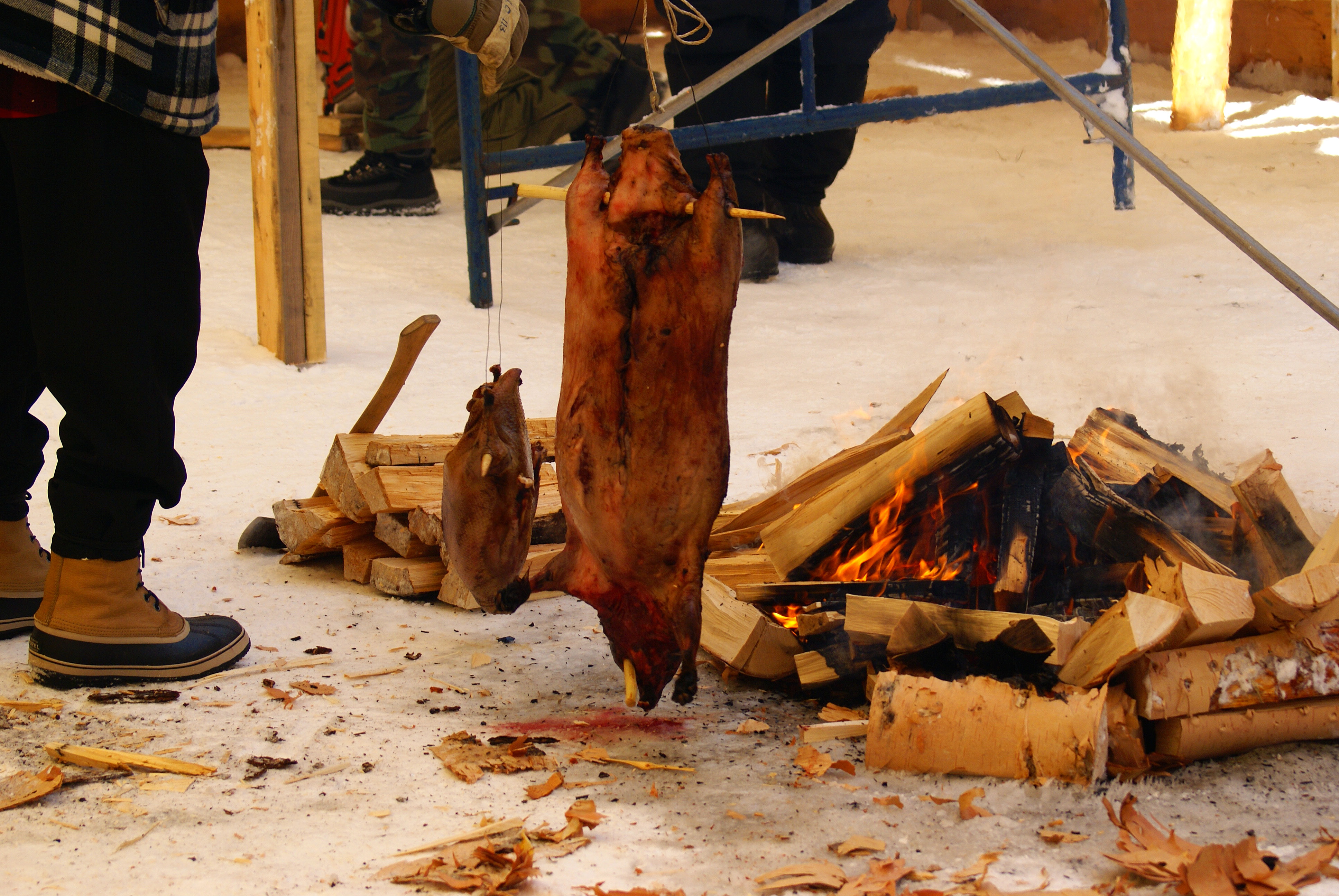
Bobr na rožni pečený nad ohněm, Kanada

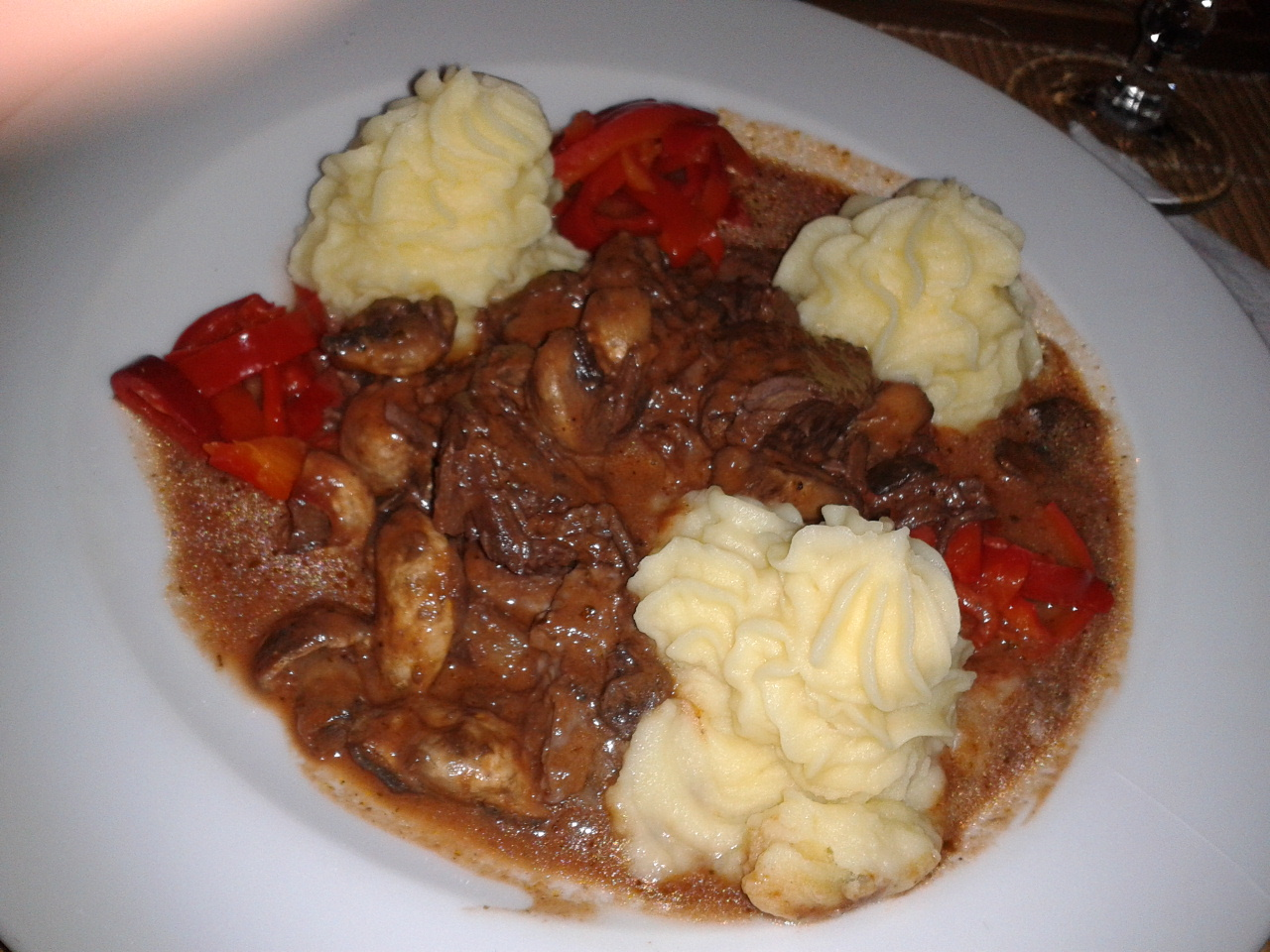
Bobří guláš, Litva

Bobří maso jsou jedlé části pocházejí z bobra evropského (Castor fiber) v Eurasii a bobra kanadského (Castor canadensis) v Severní Americe, které se používají k lidské spotřebě.

## Dějiny
Kosti nalezené v jeskyni Caune de l'Arago (Pyrénées-Orientales, Francie) ukazují že Homo erectus tautavelensis před více než 400 tisíci lety bobra lovil pro maso a kůže.
Existuje řada receptů na přípravu bobřího masa protože je toto maso považováno v Evropě i Americe za pochoutku, a to nejméně od starověku. Různé skupiny původních obyvatel Ameriky lovily bobry pro maso, které preferovaly více než jiné druhy červeného masa, kvůli jeho vyššímu obsahu kalorií a tuku. Zvířata byla lovena v zimě, kdy měla stále ještě tukové zásoby.
Ve středověku bylo bobří maso katolickou církví považováno za postní jídlo. Bobr byl považován zčásti za savce a zčásti za rybu a církev dovolovala věřícím v postních dnech konzumaci jeho šupinatého "rybího" ocasu. Bobří ocasy proto byly v Evropě velmi ceněny. Francouzský přírodopisec Pierre Belon popsal jejich chuť jako "maso dobře upraveného úhoře".
Do Ohňové země byl bobr zavlečen v roce 1946 a běžně se tam rozšířil. Od té doby se bobří maso konzumuje také v Argentině a Chile.

## Charakteristika
Bobří maso je obzvlášť bohaté na bílkoviny. Pečené maso je vynikajícím zdrojem vitamínů B a v případě konzumace syrových jater také železa a vitamínu A. Má také nízký obsah tuku (asi 10 %), s výjimkou ocasu a masa z nohou.